# Костолыгино
Костолы́гино — деревня в Талдомском районе Московской области России, входит в состав сельского поселения Ермолинское. Население — 6 чел. (2010).

## География
Расположена на севере Московской области, в восточной части Талдомского района, в верховье впадающей в Угличское водохранилище реки Хотчи, примерно в 21 км к востоку от центра города Талдома, с которым связана прямым автобусным сообщением.
Южнее деревни находится участок «Дубненский болотный массив» государственного природного заказника «Журавлиная родина». Ближайшие населённые пункты — деревни Ожигово, Разорёно-Семёновское и Рождество-Вьюлки.

## Население
| 1859 | 1888 | 1926 | 2002 | 2006 | 2010 |
| ---- | ---- | ---- | ---- | ---- | ---- |
| 187  | ↗218 | ↘211 | ↘9   | ↘5   | ↗6   |

## История
В «Списке населённых мест» 1862 года — владельческая деревня 2-го стана Калязинского уезда Тверской губернии между Дмитровским и Углицко-Московским трактами, в 55 верстах от уездного города и 18 верстах от становой квартиры, при речке Вьюлке, с 27 дворами и 187 жителями (88 мужчин, 99 женщин).
По данным 1888 года входила в состав Семёновской волости Калязинского уезда, проживало 218 человек (104 мужчины, 114 женщин).
По материалам Всесоюзной переписи населения 1926 года — деревня Разорёно-Семёновского сельского совета Семёновской волости Ленинского уезда Московской губернии, в 14,9 км от шоссе Углич — Сергиев и 19,2 км от станции Талдом Савёловской железной дороги, проживало 211 жителей (98 мужчин, 113 женщин), насчитывалось 48 хозяйств, среди которых 46 крестьянских.
С 1929 года — населённый пункт в составе Ленинского района Кимрского округа Московской области.
Постановлением ЦИК и СНК от 23 июля 1930 года округа как административно-территориальные единицы были ликвидированы. Постановлением Президиума ВЦИК от 27 декабря 1930 года городу Ленинску было возвращено историческое наименование Талдом, а район был переименован в Талдомский.
1930—1954 гг. — деревня Разорёно-Семёновского сельсовета Талдомского района.
1954—1963, 1965—1994 гг. — деревня Николо-Кропоткинского сельсовета Талдомского района.
1963—1965 гг. — деревня Николо-Кропоткинского сельсовета Дмитровского укрупнённого сельского района.
1994—2004 гг. — деревня Николо-Кропоткинского сельского округа Талдомского района.
2004—2006 гг. — деревня Ермолинского сельского округа Талдомского района.
С 2006 г. — деревня сельского поселения Ермолинское Талдомского муниципального района Московской области.